# Вейгела

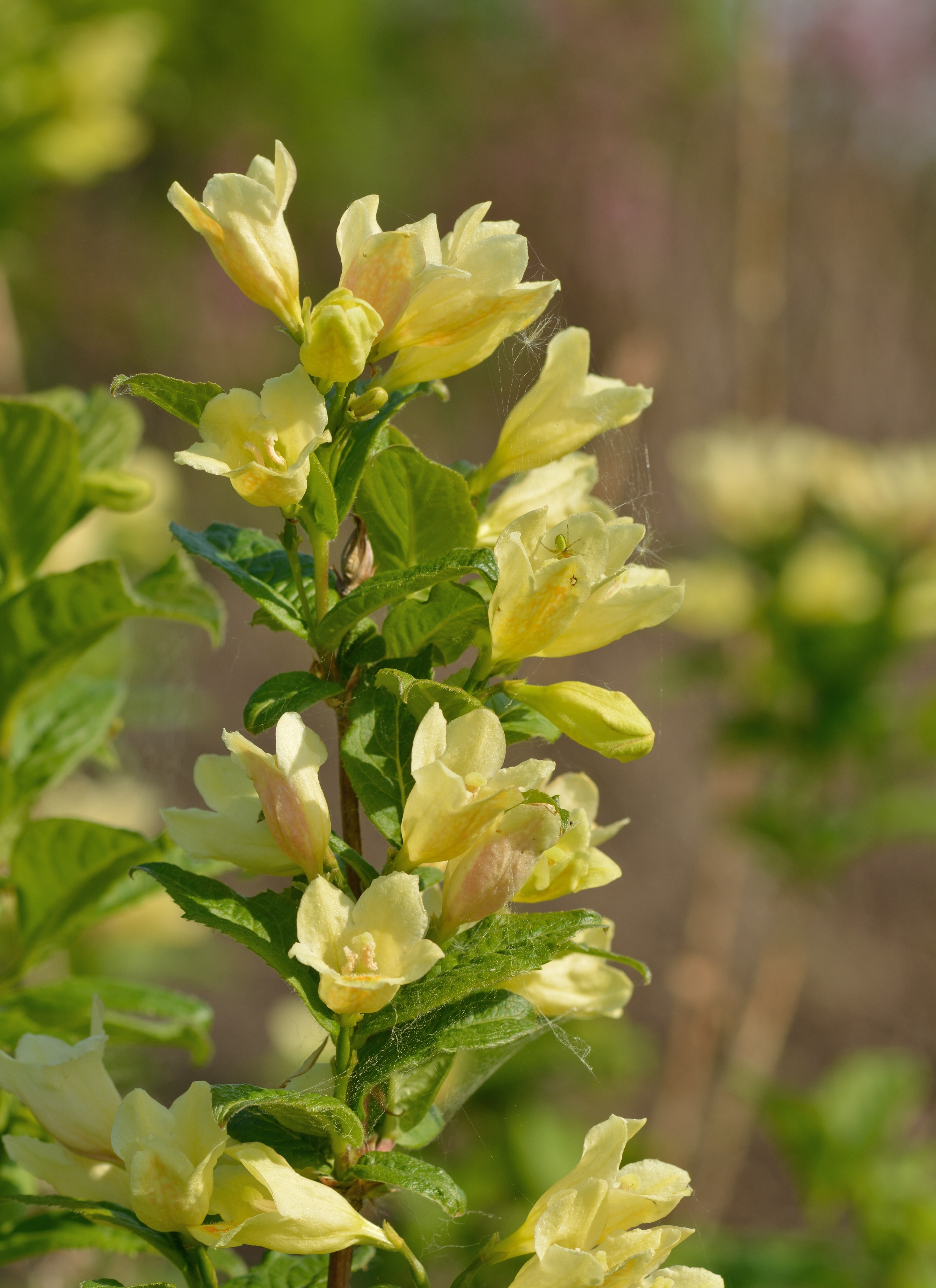
Weigela middendorffiana

Вайґелія, або вейгела (лат. Weigela) — рід чагарників родини жимолостеві (Caprifoliaceae).
Рід названо на честь німецького професора хімії, фармації та ботаніки Христіана Еренфріда фон Вайґеля.

## Поширення та екологія
Представники роду у дикому вигляді ростуть у Східній та Південно-східній Азії, один вид на острові Ява.
Вологолюбні, певною мірою тіньовитривалі декоративні чагарники.
Розмножують живцями та насінням, висівають найближчою після збору весною, зазвичай у тепличних умовах.

## Ботанічний опис
Листопадні прямостоячі чагарники, не утворюють столонів.
Зимові бруньки з декількома загостреними лусками. Розміщення листків супротивне. Листки черешкові, зрідка майже сидячі, пилчасті або пилчато-зубчасті, без прилистків.
Квітки одиночні або по одній-шість (рідко більше), на молодих, подовжених, облиствених пагонах у пазухах верхніх листків, білі, жовтуваті, рожеві, пурпурові або темно-червоні, майже сидячі або на більш менш розвинених квітконіжках, іноді зростаються у загальний квітконос. Чашечка з п'ятьма чашолисками, з'єднаними у нижній частині або роздільними; віночок трубчасто-дзвониковий або лійчастий, двогубий або злегка зигоморфний, з п'ятьма пелюстками, трубка значно довша від пелюсток. Тичинок п'ять, вони коротші від віночка; Пиляки лінійні, вільні або спаяні навколо стовпчика, стовпчик іноді виступає; приймочка голівчата або ковпачкоподібна; Зав'язь двогніздна, подовгаста.
Коробочка дерев'яниста або хрящувата, від вузько циліндричної до яйцевидно-еліпсоїдальної, нагорі звужена у носик, утворений верхньою частиною зав'язі, що розкривається двома стулками. Насіння дрібне.

## Види
Рід налічує від 12 до 38 видів
- Weigela coraeensis Thunb. — Вайґелія корейська
- Weigela decora (Nakai) Nakai
- Weigela floribunda (Siebold & Zucc.) K.Koch — Вайґелія пишноцвіта
- Weigela florida (Bunge) A.DC. — Вайґелія квітуча
- Weigela hortensis (Siebold & Zucc.) K.Koch — Вайґелія садова
- Weigela japonica Thunb. — Вайґелія японськатиповий
- Weigela maximowiczii (S.Moore) Rehder — Вайґелія Максимовича
- Weigela middendorffiana (Carriere) K.Koch — Вайґелія Міддендорфа
- Weigela praecox (Lemoine) L.H.Bailey — Вайґелія рання
- Weigela sinica (Rehder) H.Hara
- Weigela suavis (Kom.) Bailey.
- Weigela subsessilis (Nakai) L.H.Bailey
- Weigela toensis

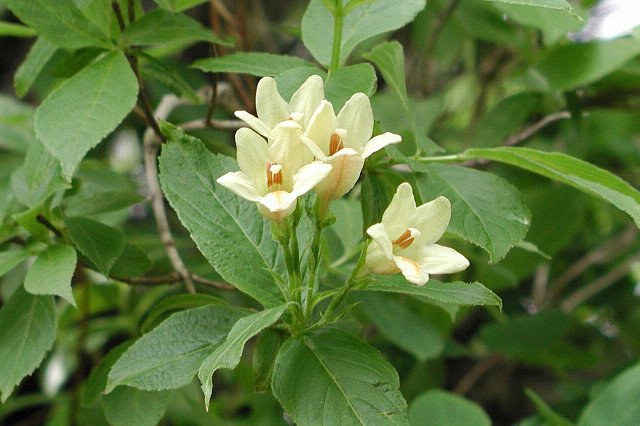
Weigela middendorffiana
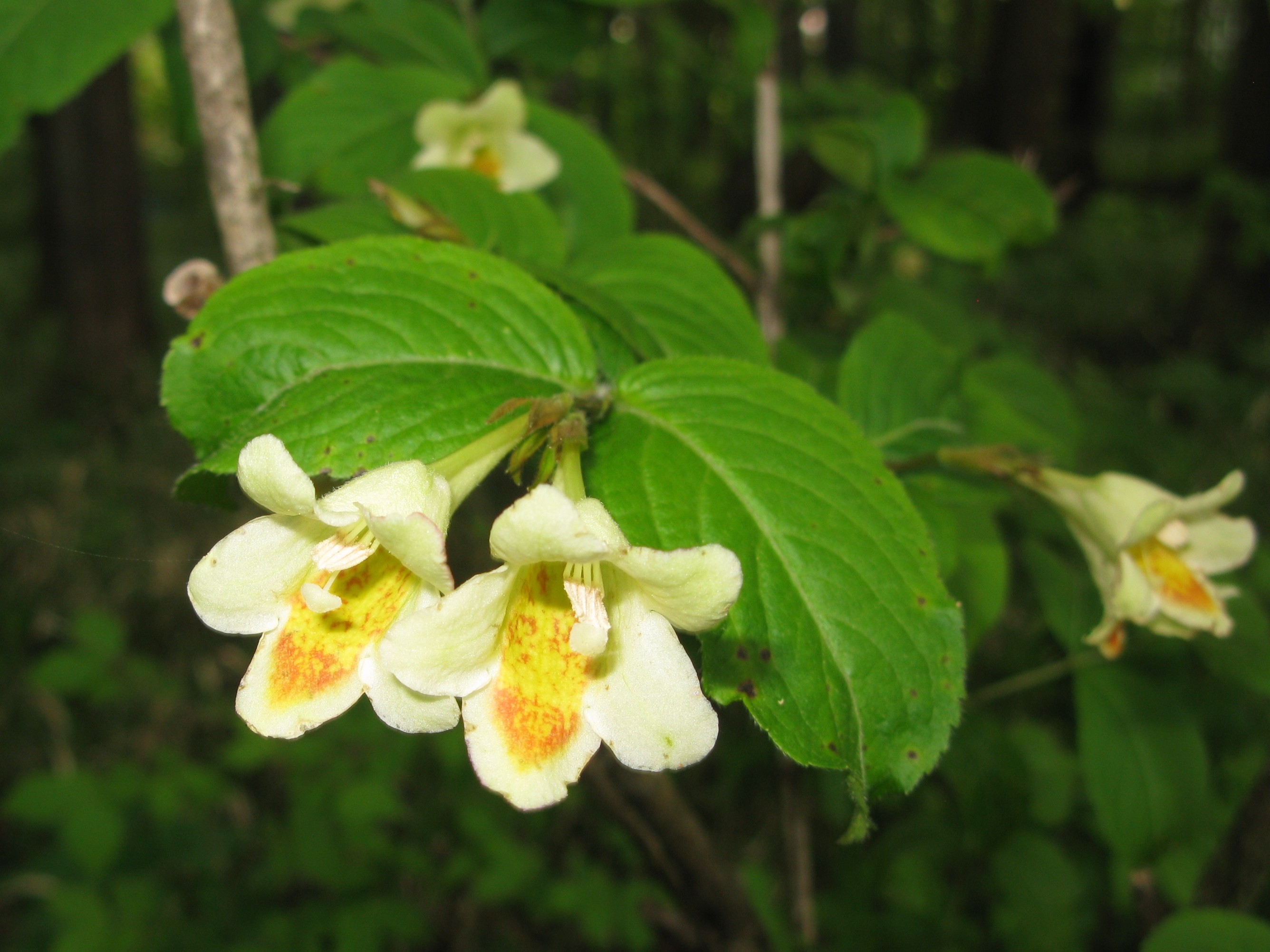
Weigela maximowiczii
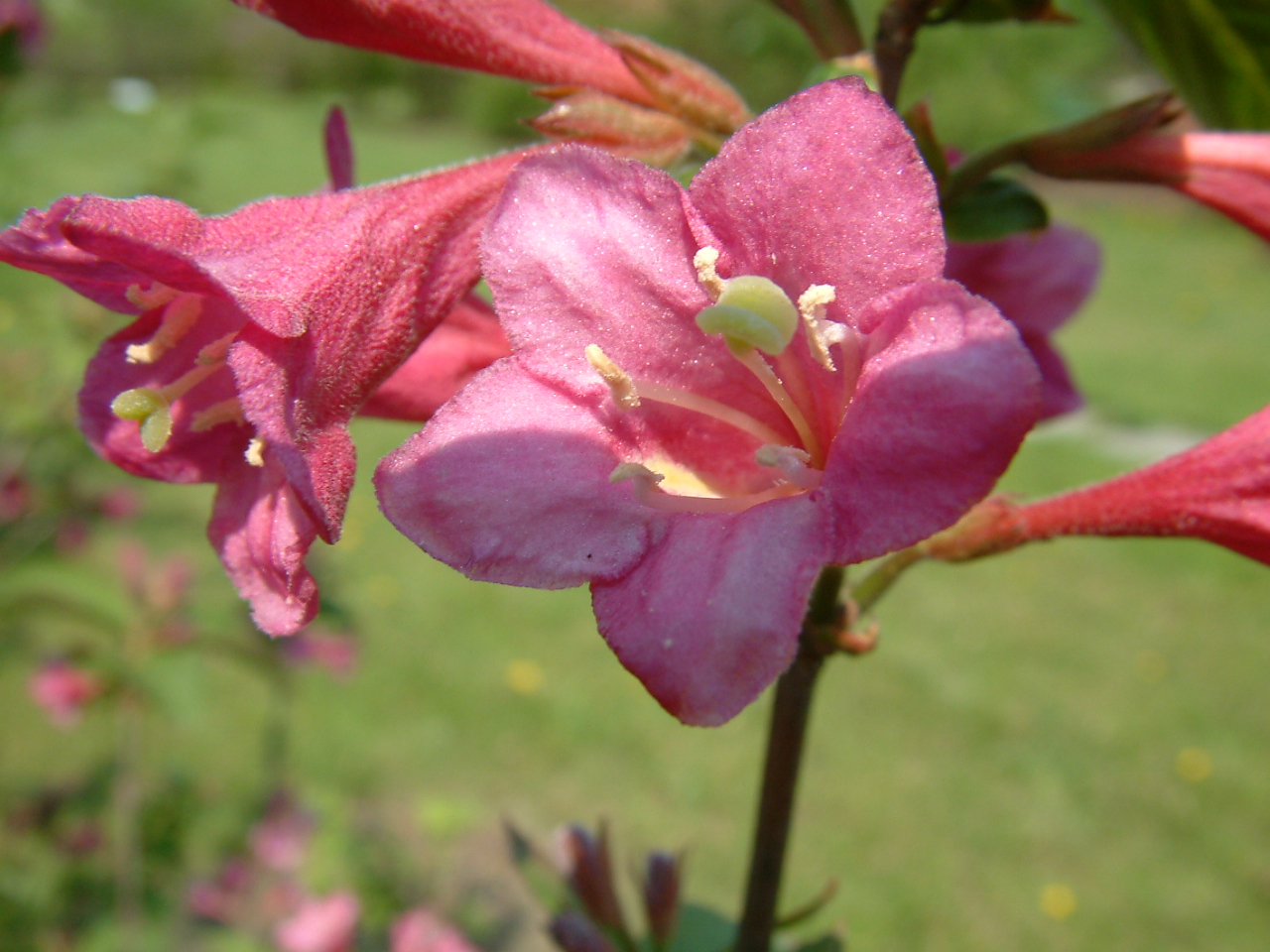
Weigela praecox
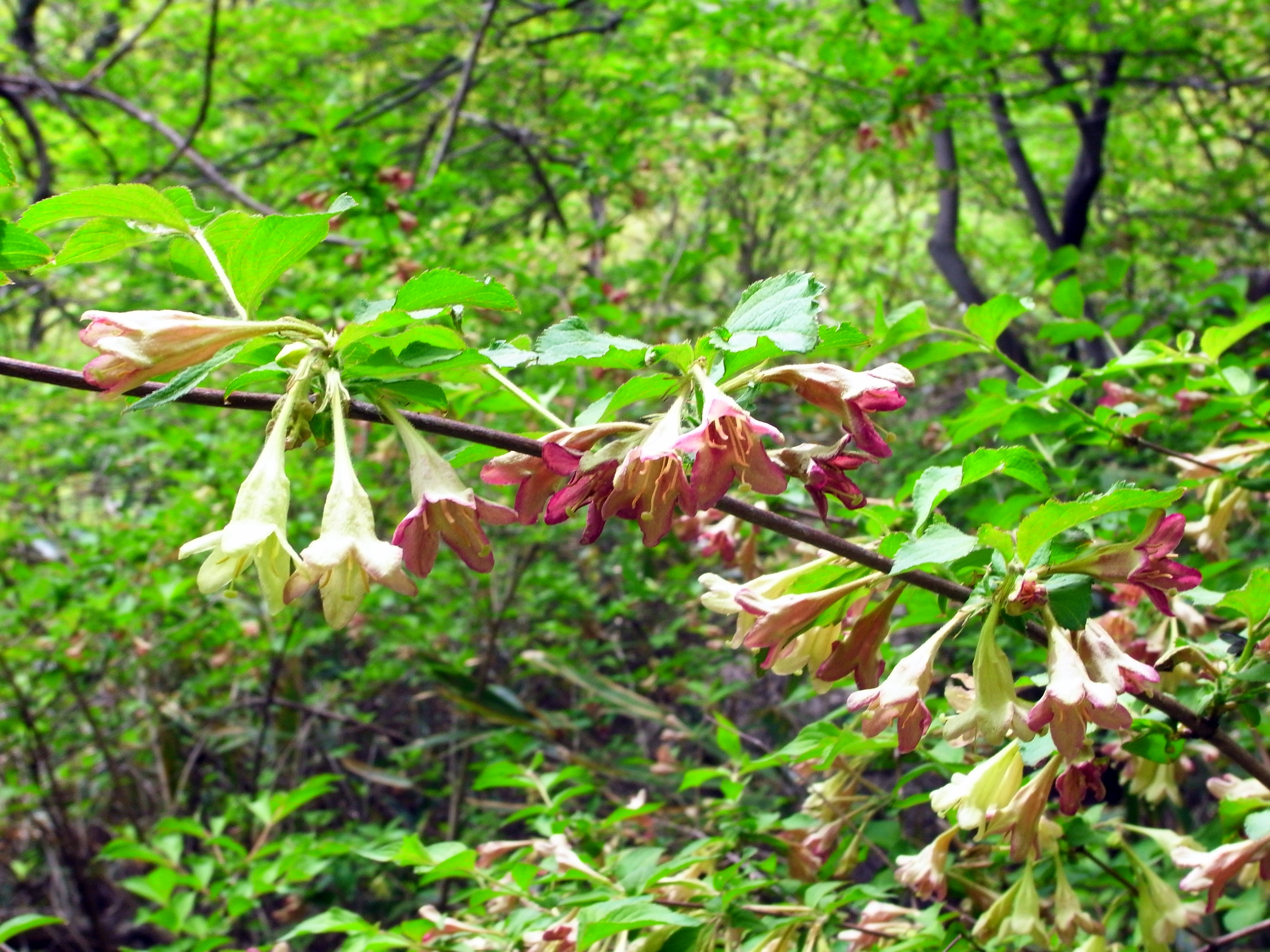
Weigela subsessilis